# Roland JD-800
De Roland JD-800 is een digitale synthesizer, uitgebracht door Roland in 1991.
De klanken van de JD-800 worden voortgebracht door een combinatie van samples en subtractieve synthese. Met de JD-800 probeerde Roland tegemoet te komen aan de vraag naar een eenvoudig te programmeren synthesizer, door deze, in de stijl van analoge synthesizers, te voorzien van een bedieningselement voor iedere parameter. Roland wilde dat gebruikers weer zelf klanken gingen creëren in plaats van presets (voorinstellingen) te gebruiken. Uiteindelijk werd de JD-800 vrij populair onder muzikanten die graag zelf klanken wilden ontwerpen.
Er verscheen tevens een moduleversie van de JD-800 (zonder klavier), de Roland JD-990.

## Technologie
De JD-800 combineert het afspelen van samples met digitale synthese, een proces dat Roland Linear Arithmetic synthese noemt. Deze techniek gebruikte Roland al met veel succes in de D-50. De JD-800 heeft 108 ingebouwde golfvormen (waveforms) en 64 klanken (patches) verdeeld over 8×8 presets, en deze kunnen uitgebreid worden via externe PCM-kaarten gerangschikt in verschillende categorieën, zoals analoge synthesizers, akoestische instrumenten en drums. Zowel het aantal patches als het aantal golfvormen is uit te breiden door middel van insteekkaarten.
De meeste van deze golfvormen zijn heel kort, en ontworpen om karakter aan de aanzet of attack van de klank te geven, terwijl de langere klanken zijn ontworpen voor het maken van pads of het sustaingedeelte van een patch. Iedere klank, of "patch" in de terminologie van Roland, bestaat uit maximaal vier "tones". Iedere tone beschikt over zijn eigen oscillator, filter en versterker plus twee LFO's en envelope-generatoren voor toonhoogte, filter en versterker. Hierdoor is één klank van de JD-800 vergelijkbaar met een opeenstapeling van vier verschillende klanken, waardoor klanken van de JD-800 zeer complex kunnen zijn. In Single-Mode speelt de JD-800 één patch tegelijk. In Multi-Mode kunnen vijf patches, plus een 'special part', tegelijk over MIDI gespeeld worden. In deze special part kan aan iedere toets een andere golfvorm toegewezen worden voor het spelen van drum- en percussieklanken. De JD-800 heeft één effectensectie. In Single Mode kunnen zeven effecten gelijktijdig in serie gebruikt worden. In Multi Mode kunnen drie effecten gelijktijdig gebruikt worden.
De JD-800 was het eerste instrument van Roland waarvan alle ingebouwde klanken in de Verenigde Staten zijn ontworpen onder een tak van Rolands LA-kantoor in Culver City, Californië. De ingebouwde waveforms en presets van de JD-800 zijn afkomstig van klankontwerper Eric Persing.

## Bewerken van klanken
Met de "layer"-knoppen kiest de bespeler welke tones uit de patch actief zijn tijdens het bespelen. Bij het wijzigen van klanken dienen de layerknoppen om te kiezen welke tones beïnvloed worden door de schuiven op het bedieningspaneel. Met de "palette"-knoppen kan altijd de actieve parameter voor de vier tones afzonderlijk bediend worden. Omdat bij het wisselen van patch het volume van de tones steeds de actieve parameter is, kunnen de schuifknoppen makkelijk gebruikt worden om het volume van de vier tones te mixen.

## Moduleversie

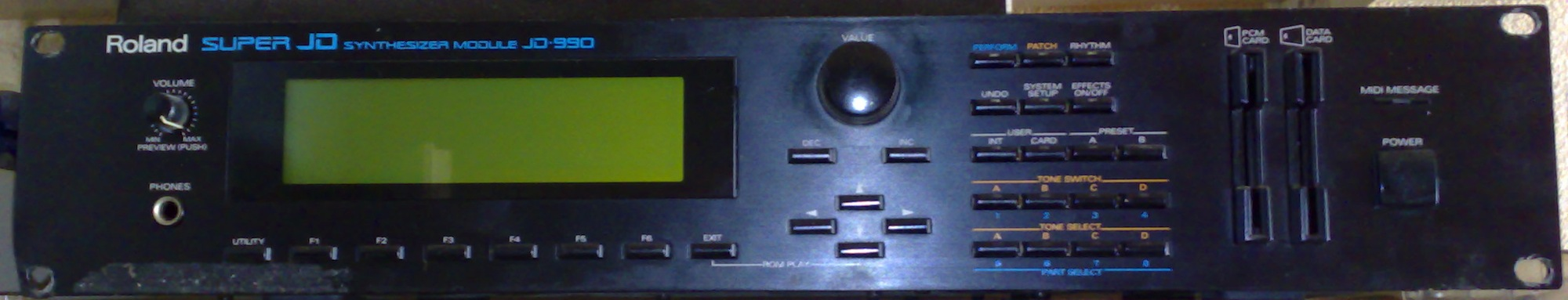
Roland JD-990 geluidsmodule

In 1993 werd de Roland JD-990 (Super JD) geïntroduceerd. Dit is een module of 19 inch rackversie van de JD-800, zonder schuifknoppen, een groter scherm, en de mogelijkheid uit te breiden met extra PCM-kaarten voor meer klanken.

## Uitbreiding
De synthesizer is uit te breiden met de SL-JD80-serie geheugenkaarten. Een SO-JD80 Waveform kaart breidde het aantal beschikbare waveforms uit, de PN-JD80 Data kaart zorgde voor meer patches. Roland produceerde een aantal uitbreidingskaarten voor deze synth (en andere compatibele modellen) in de vorm van een set kaarten, verenigd in de SL-JD80 serie. De SO-JD80 Waveform-kaarten konden eveneens gebruikt worden in de JV-serie (JV-80, JV-880, JV-90, JV-1000 en JV-1080) synthesizers. De PN-JD80 Data kaarten waren uitsluitend voor de JD-800 en JD-990.
1. SL-JD80-01 Drums & Percussion STANDARD
2. SL-JD80-02 Drums & Percussion DANCE
3. SL-JD80-03 Rock Drums
4. SL-JD80-04 Strings Ensemble
5. SL-JD80-05 Brass Section
6. SL-JD80-06 Grand Piano
7. SL-JD80-07 Guitar Collection
8. SL-JD80-08 Accordion

## Boutique-model
Op 9 november 2021 bracht Roland de JD-08 uit in de Boutique-reeks. Het is een imitatie van de oorspronkelijke JD-800 en bevat onder andere de originele 64 presets, 29 schuifknoppen en een ingebouwde sequencer.

## Artiesten
Artiesten die de JD-800 hebben gebruikt in hun muziek zijn onder andere William Orbit, Emerson, Lake & Palmer, 808 State, Deep Forest, Ken Ishii, Astral Projection, Depeche Mode, Underworld, Tangerine Dream, LTJ Bukem, Apollo 440, Jean-Michel Jarre, ATB, Vangelis, Pet Shop Boys, Faithless, Laurent Garnier, MC Hammer, Gary Numan en Genesis.